# Hexatoma (Eriocera) bengalensis
Hexatoma (Eriocera) bengalensis is een tweevleugelige uit de familie steltmuggen (Limoniidae). De soort komt voor in het Oriëntaals gebied.